# Пономарёв, Сергей Кузьмич
Сергей Кузьмич Пономарёв (1913—1989) — участник Советско-Финской и Великой Отечественной войн. Управляющий фермой племенного молочного совхоза «Омский» Министерства совхозов СССР, Омский район Омская область. Герой Социалистического Труда (12.11.1951).

## Биография
Родился в 1913 году в деревне Загремяча ныне Голышмановского района Тюменской области..
Работал в Курносовском совхозе Большереченского района Омской области, на стройках Дальнего Востока.
Служил в Красной Армии. Участник Советско-Финской и Великой Отечественной войн. В наступательных боях под Москвой был тяжело ранен и демобилизован.
Работал полеводом, а затем управляющим фермой племенного молочного совхоза «Омский» в Омском районе Омской области. В 1950 году руководимая им ферма получила урожай зерновых культур в целом 23,26 центнера с гектара на площади 1627 гектаров. 
Указом Президиума Верховного Совета СССР от 12 ноября 1951 года за получение в 1950 году высоких урожаев пшеницы, ржи и зерновых культур в целом при выполнении совхозом плана сдачи государству сельскохозяйственных продуктов в 1950 году и обеспеченности семенами всех культур для весеннего сева 1951 года Пономарёву Сергею Кузьмичу присвоено звание Героя Социалистического Труда с вручением ордена Ленина и золотой медали «Серп и Молот».
В 1952 году окончил Тюкалинский сельхозтехникум и был назначен директором племсовхоза «Тагильский» Свердловской области. В последующем работал главным агрономом Камышловского районного управления сельского хозяйства, госинспектором Камышловской районной инспекции по заготовкам и качеству сельхозпродукции. 
Жил в городе Талица Свердловской области. 
Умер в 1989 году.

## Награды
- Золотая медаль «Серп и Молот» (12.11.1951)
- Орден Ленина (12.11.1951).
- Орден Отечественной войны II степени (11.03.1985)[2]
- Орден Трудового Красного Знамени
- Медаль «За оборону Москвы»
- Медаль «В ознаменование 100-летия со дня рождения Владимира Ильича Ленина» (6 апреля 1970)
- Медаль «За победу над Германией в Великой Отечественной войне 1941—1945 гг.» (9 мая 1945[3])
- Юбилейная медаль «Двадцать лет Победы в Великой Отечественной войне 1941—1945 гг.» (7 мая 1965[4])
- Юбилейная медаль «Тридцать лет Победы в Великой Отечественной войне 1941—1945 гг.»[5]
- Юбилейная медаль «Сорок лет Победы в Великой Отечественной войне 1941—1945 гг.»[6]
- Медаль «За трудовую доблесть»
- Медаль «Ветеран труда»
- Медаль «30 лет Советской Армии и Флота»[7]
- Юбилейная медаль «40 лет Вооружённых Сил СССР»[8]
- Юбилейная медаль «50 лет Вооружённых Сил СССР» (26 декабря 1967[9])
- медалями ВДНХ СССР:

## Память
- Его имя увековечено в Главном Храме Вооружённых сил России, и навсегда запечатлено на мемориале «Дорога Памяти»[10].